# 有田美春
有田 美春（ありた みはる、1955年11月16日 - ）は、日本の元アイドル歌手。後に芸名を加原 夏美（かはら なつみ）と改名した。本名は田之頭 美春。岐阜県関市出身。関商工高校商業科卒業。身長162センチメートル、スリーサイズはB81・W58 - 59・H85。現役当時の所属事務所は芸映。

## 来歴
四人姉妹の四女として育つ。読売テレビ制作・日本テレビ系「全日本歌謡選手権」に出場し、10週勝ち抜いて芸能界入り。芸名は月刊誌「明星」（現「Myojo」、集英社発行）で公募して決定したもの。
1974年4月25日にキングレコードからシングル「いとこ同士」でデビュー。キャッチフレーズは「フレッシュ・ビーバー」であった。NHK総合の若者向け音楽番組、「レッツゴーヤング」にもレギュラー出演した。以来セカンドシングル「小さなブランコ」、サードシングル「ふたりの自転車旅行」を発売したものの、実力派歌手といわれながらもあまりパッとせず、シングルレコードはこの3枚のみで終わり、アルバムも発売されなかった。
その後、NETテレビ（現テレビ朝日）系「Joy Joy歌謡曲」のアシスタント、さらに「加原夏美」の芸名で日本テレビ系「テレビ三面記事 ウィークエンダー」のレポーターを務めるなど、細々と芸能活動をしていたが、現在の消息は不明。

## ディスコグラフィー
| 発売日     | A/B面 | タイトル           | 作詞家     | 作曲家   | 編曲家   | レコード会社 | レコード番号 | 備考 |
| ---------- | ----- | ------------------ | ---------- | -------- | -------- | ------------ | ------------ | ---- |
| 1974.04.25 | A面   | いとこ同士         | 安井かずみ | 都倉俊一 | 都倉俊一 | キング       | BS-1825      |      |
|            | B面   | 朝の電車           | 安井かずみ | 都倉俊一 | 高田弘   |              |              |      |
| 1974.09.25 | A面   | 小さなブランコ     | 岡田冨美子 | 都倉俊一 | 青木望   | キング       | BS-1872      |      |
|            | B面   | 草笛               | 岡田冨美子 | 都倉俊一 | 都倉俊一 |              |              |      |
| 1975.02.25 | A面   | ふたりの自転車旅行 | 安井かずみ | 都倉俊一 | 都倉俊一 | キング       | BS-1889      |      |
|            | B面   | 友だち             | 安井かずみ | 都倉俊一 | 田辺信一 |              |              |      |